# Anasa tristis
Espèce
Anasa tristis  (punaise de la courge) est une espèce d'insectes hémiptères de la famille des Coreidae, originaire d'Amérique du Nord.
Cette punaise est un ravageur des cultures de Cucurbitaceae, notamment courges et potirons.

## Galerie

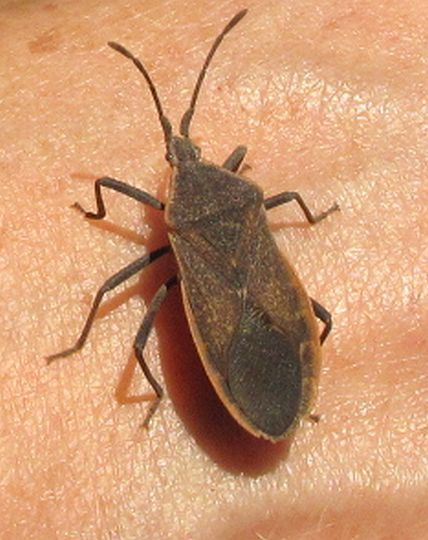
Adulte.
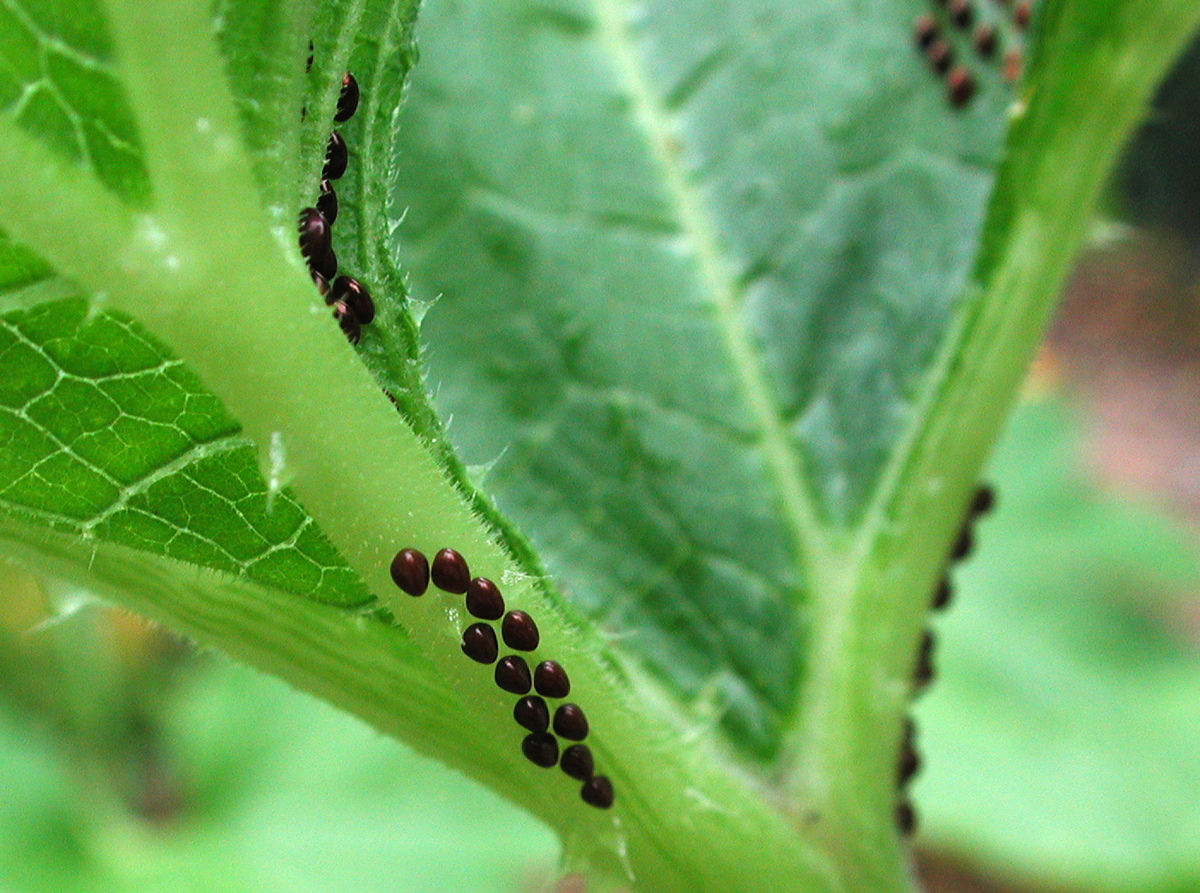
Œufs sur une feuille de courge.